# Санкт-Петербургские врачебные ведомости

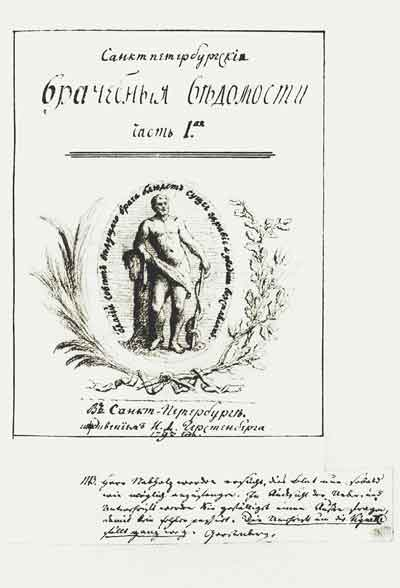
Эскиз титульного листа журнала «Санкт-Петербургские врачебные ведомости»

Санкт-Петербу́ргские враче́бные ве́домости — первый российский медицинский журнал. Издавался в 1792—1794 годах.

## Предыстория
В 1763 году президент Медицинской коллегии барон Александр Иванович Черкасов (сын сподвижника Петра I И. А. Черкасова) написал инструкцию об издании «Записок докторов российских», в котором предполагалось публиковать научные и научно–практические сочинения по медицине, но дальше этого дело не продвинулось.
Первая попытка выпуска русского медицинского периодического издания принадлежит профессору патологии и терапии Санкт-Петербургского медико-хирургического института Фридриху (Фёдору Карловичу) Удену. В 1792 году он обратился в Медицинскую коллегию с просьбой о разрешении издания еженедельного журнала под заглавием: «Беседующие врачи, или общеполезная врачебная переписка». Он также представил коллегии первый лист журнала, составленный им самим, но напечатать этот лист ему не разрешили, так как «по рассмотрении коллегией, примечено некоторое в оном отношение до веры и церковных обрядов». Но Удена отказ не остановил. Он, а также доктор Клейнеш, один из активных членов возникшего тогда в Санкт-Петербурге «Общества опытных врачей» , смогли заручиться поддержкой влиятельнейшего временщика графа Платона Зубова и получили разрешение на издание журнала.

## Санкт-Петербургские врачебные ведомости — первый русский медицинский журнал
Первый номер первого российского медицинского журнала появился 2 ноября 1792 года. Выпускался в Петербурге, в издательстве Ивана (Иоганна Даниэля) Герстенберга, учредителя и владельца первой в России музыкально-издательской фирмы. Редакторами журнала были члены Санкт-Петербургского «кружка немецких врачей» Уден и Клейнеш (последний — до июня 1793 года ). До июня 1793 года журнал выходил еженедельно.
Цель журнала формулировалась следующим образом:
Уяснить природу человека, открыть все, что имеет влияние на здоровье человеческое: истребить во врачестве встречающиеся предрассуждения, и по надежнейшим способам всех времен и народов подать руководство к познанию и врачеванию почти всех болезней...
Журнал пропагандировал передовые медицинские идеи того времени. Практическим врачам давал советы, что делать при кровотечениях, при желудочной судороге, как действовать при удушье, при отвращении от пищи, при перемежающихся лихорадках, при различных других лихорадках, как перевязывать пуповину, как ухаживать за младенцами. Журнал ратовал за материнское вскармливание, предлагал рациональные методы ухода за  новорожденными, а также методы воспитания малолетних детей.

Журнал рассматривал различные проблемы медицины: кровопускание, наследственные болезни, заболевания, связанные с образом жизни, «ломотную болезнь» (так тогда называли ревматизм). Про «ломотную болезнь», в частности, писалось: 
ломотная болезнь, ревматической или простудный лом и сама подагра принадлежит все к одному отродию. Отец их – неумеренность в пище, а мать – леность... крестьянин и рабочий человек не знает ни ломотной болезни, ни подагры, ни прочего тому подобного, оттого что живет умеренно, а при том довольно работает.
Журнал публиковал заметки о различных мазях и бальзамах, которые применялись при ожогах, заболеваниях глаз, для лечения ран и чесотки, утоления боли и других недугах.
В журнале печатались статьи зарубежных врачей. В частности, были опубликованы заметки «О винной пробе» присланные Самуэлем Ганеманом из Лейпцига.
Первоначально у журнала было 208 подписчиков (называемых тогда «пренумерантами»). Подписка принималась на полгода и стоила 2 рубля 50 копеек в Петербурге и 5 рублей за его пределами. Примерно половина подписчиков было в Петербурге, около 20 — в Москве, остальные экземпляры расходилось по другим городам. Читателями журнала были не только доктора и аптекари, но и сановники, офицеры, священники, государственные служащие, юристы, инженеры и купцы.
Последний, 52-й, номер журнала, вышел в июле 1794 года. Небольшое число подписчиков не смогли сделать издание экономически успешным и из-за отсутствия средств оно прекратило своё существование. 
Второй российский журнал с медицинской тематикой «Медико-физический журнал или Труды высочайше утвержденного при Московском университете Общества соревнования врачебных и физических наук» начал выходить через 14 лет.